# Tierskaja
Tierskaja (ros. Терская) – stanica w Rosji, w Osetii Północnej, w rejonie mozdockim. W 2010 liczyła 2662 mieszkańców.